# Mansa (distrikt)
Mansa är ett distrikt i Indien.   Det ligger i delstaten Punjab, i den norra delen av landet, 230 km nordväst om huvudstaden New Delhi. Antalet invånare är 769 751.
Följande samhällen finns i Mansa:
- Mānsa
- Budhlāda
- Sardulgarh
- Bhīkhi